# Krauser Ampfer

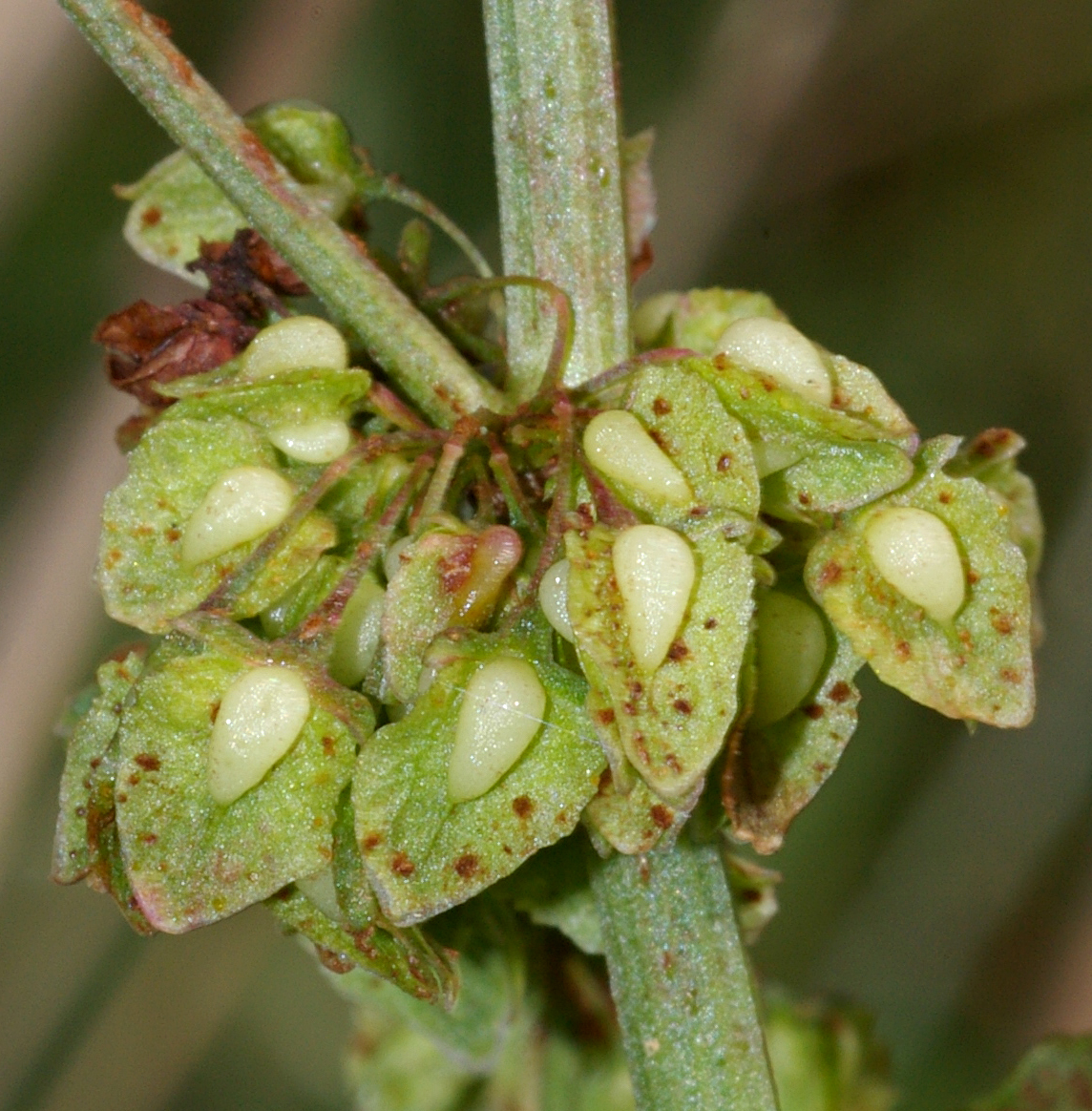
Krauser Ampfer, wirteliger Teilfruchtstand, halbreif

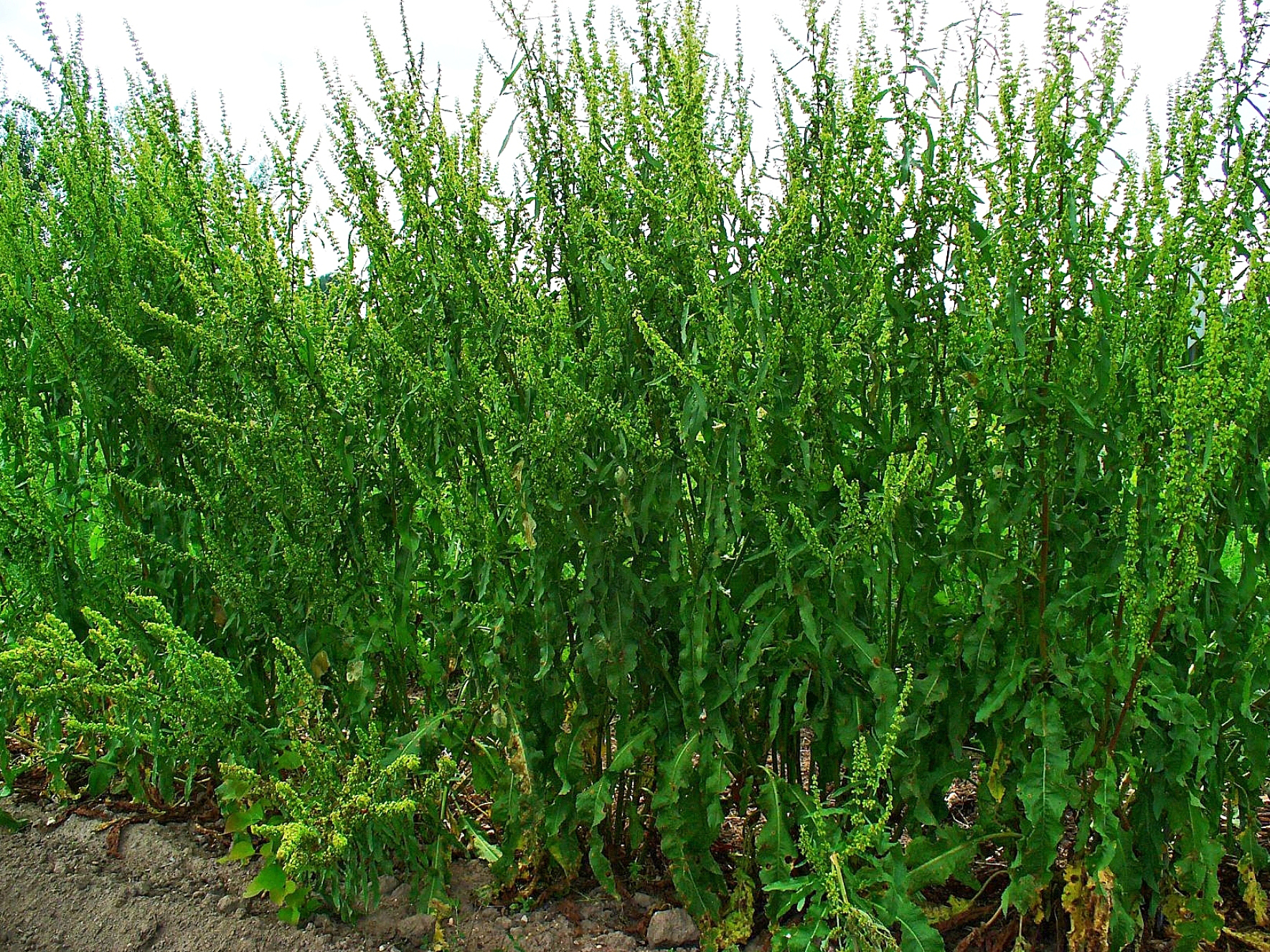
Krauser Ampfer, Bestand

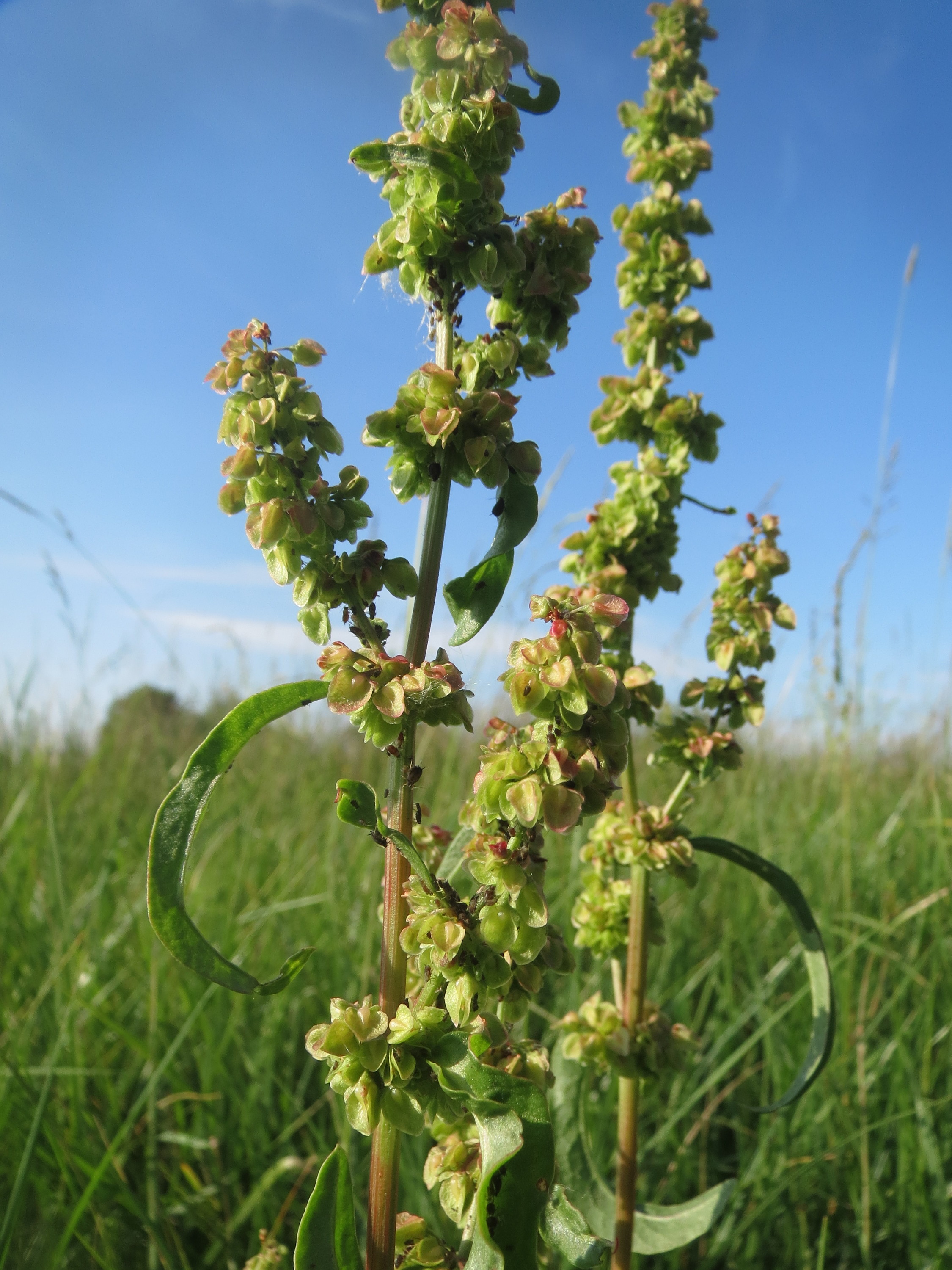
Krauser Ampfer (Rumex crispus)

Der Krause Ampfer (Rumex crispus) ist eine Pflanzenart aus der Familie der Knöterichgewächse (Polygonaceae). Sein Name kommt von den am Rand kraus gewellten Laubblättern.

## Beschreibung
Der Krause Ampfer ist eine immergrüne, ausdauernde, krautige Pflanze, die Wuchshöhen von etwa 30 bis 150 Zentimetern erreicht. Die Grundblätter sind mit einem gestutzten herzförmigen Grund versehen und enden spitz. Die Spreite der Grundblätter ist vier- bis achtmal so lang wie breit, bis 40 cm lang und am Rand stark kraus gewellt. 
Die Valven sind stets ganzrandig und breiter als die Schwiele, die an mindestens einer Valve vorhanden ist. Diese ist groß, entwickelt sich früh und verhärtet sich. Die Fruchtstiele sind meist doppelt so lang wie die Valven und oberseits breit kreiselartig geformt. Die Früchte sind im Durchschnitt nur 1,5 bis 1,8 mm breit.
Der Krause Ampfer blüht in Mitteleuropa von Juni bis August. 
Die Chromosomenzahl beträgt 2n = 60.

## Vorkommen
Der ursprünglich eurasische Krause Ampfer ist als Neophyt in Gebieten mit gemäßigtem Klima weltweit verbreitet. Er ist in ganz Deutschland weit verbreitet.
Er kommt in Unkrautfluren, an Ufern, Gräben, auf Äckern, in Gänseangern und in nassen Wiesen vor. Er bevorzugt verfestigten, schweren, nährstoffreichen Lehm- und Tonboden. 
Nach Ellenberg ist er eine Halblichtpflanze, ein Mäßigwärmezeiger, ein Feuchtezeiger,  auf mäßig stickstoffreichen Standorten wachsend und eine Klassencharakterart der Kriechstraußgras-Rasen bzw. Flutrasen (Agrostietea stoloniferae). Nach Oberdorfer ist er eine Charakterart des Verbands Agropyro-Rumicion, kommt aber auch in Gesellschaften der Klasse Molinio-Arrhenatheretea vor. In den Allgäuer Alpen steigt er in Vorarlberg nahe der Auenhütte am Ifen bis zu einer Höhenlage von 1270 Metern auf.

## Ökologie
Der Krause Ampfer ist eine Pionierpflanze, die bis 3 m tief wurzelt. Man zählt ihn zu den Hemikryptophyten.
Sie ist andromonözisch mit vormännlichen Zwitterblüten. Die Blüten werden durch Wind bestäubt. Durch die getrennte Stellung der beiden Geschlechter ist Selbstbestäubung innerhalb der Blüte unmöglich. Wegen der glatten Diasporen findet sicher keine Klettausbreitung statt, aber Wasserausbreitung ist wahrscheinlich. Zumeist findet Windausbreitung statt. Die Samen können über viele Jahre keimfähig bleiben.

## Taxonomie
Der wissenschaftliche Name Rumex crispus wurde 1753 von Carl von Linné in Species Plantarum erstveröffentlicht.

## Giftigkeit
Die Pflanze ist besonders durch ihren Gehalt an Oxalaten auch getrocknet schwach giftig. Die Hauptwirkstoffe sind Kaliumoxalat, freie Oxalsäure, Gerbstoffe und Anthrachinone.
Wirkungsmechanismus: lokale Reizung; resorbierte Oxalsäure bindet Blut-Calcium und führt zu Hypocalcämie. Die Calciumoxalat-Kristalle schädigen bei Ausscheidung die Nieren.
Vergiftungssymptome sind: Erbrechen, Durchfall, Kolik, Herzrhythmusstörungen, Hypotonie, Zittern, Lähmungen, Hämaturie/Anurie u. a.
Vergiftungen mit tödlichem Ausgang bei Kindern und Tieren sind bekannt; bei Massenauftreten in Wiesen kann es auch zu Vergiftungen von Weidevieh kommen; Pferde und Schafe sind empfindlich, Rinder etwas toleranter, weil sich die Menge oxalatabbauender Mikroorganismen im Pansen erhöht.

## Verwendung in der Heilkunde
In der Volksheilkunde findet die Wurzel des krausen Ampfers (Drogenname: Rumex crispus, Radix bzw. Rumicis crispi Radix) nur noch gelegentlich Anwendung, vor allem bei Hautkrankheiten und Affektionen des Darmes. Die Anwendungen bei Verstopfung ist aufgrund der in der Droge enthaltenen abführend wirkenden Anthrachinone zumindest plausibel. In Versuchen konnten antioxidative, antibakterielle Eigenschaften der Droge nachgewiesen werden. Nepodin, ein Inhaltsstoff des krausen Ampfers, zeigt zudem Aktivitäten gegen den Malariaerreger.